# Золотой век русской литературы

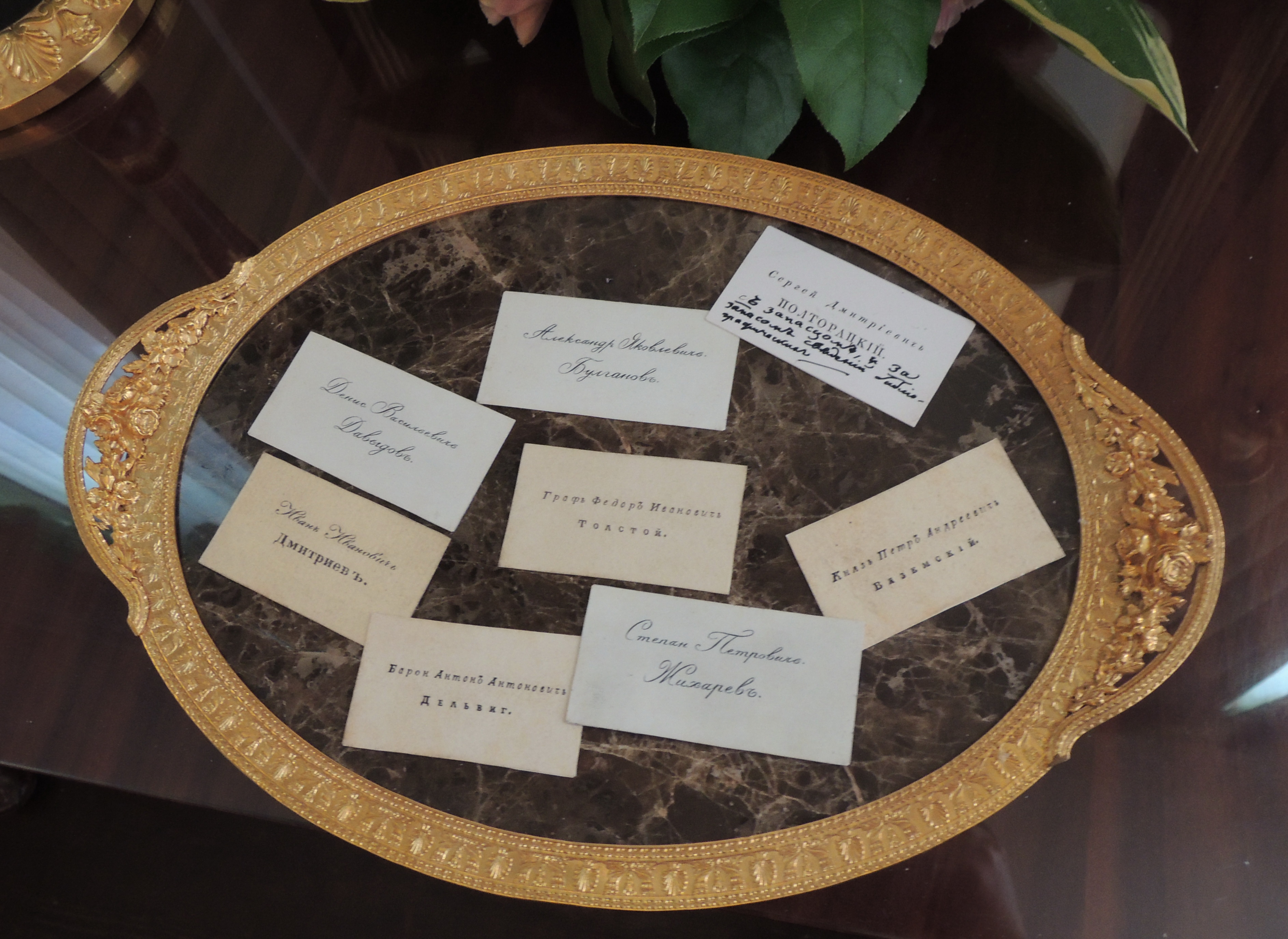
Поднос с визитными карточками Антона Дельвига, Дениса Давыдова, Петра Вяземского, Ивана Дмитриева и других деятелей культуры пушкинской поры
(интерьер 1810-х годов, Дом-музей В. Л. Пушкина на Старой Басманной)

Золото́й век ру́сской литерату́ры — крылатое выражение, которым называют русскую литературу XIX века. Золотым веком русской поэзии называют начало XIX века.
Выражение «золотой век нашей словесности» употребил П. А. Плетнёв в статье «Письмо к графине С. И. С. о русских поэтах», назвав В. А. Жуковского первым поэтом этого периода. Сочетание «Золотой век нашей литературы» использовал М. А. Антонович в статье «Литературный кризис», напечатанной в 1863 году в журнале «Современник»:

Недавно еще казалось, будто все органы литературы проникнуты одним духом и одушевлены одинаковыми стремлениями; все они, по-видимому, согласно шли к одной цели и преследовали одинаковые интересы… Поистине, то был Золотой век нашей литературы, период её невинности и блаженства! Теперь же… в нашей литературе наступил век железный и даже глиняный… Вражда вышла за пределы домашнего литературного круга; один литературный орган старается подставить ногу другому и вырыть яму на том пути, который лежит вне области литературы…

Антонович подразумевал литературу, относящуюся к периоду А. С. Пушкина и Н. В. Гоголя, но в дальнейшем  этот термин стал применяться к литературе всего XIX века, включив в себя также И. С. Тургенева, Ф. М. Достоевского, Л. Н. Толстого и других классиков. По выражению В. Б. Катаева, «между рождением Пушкина и смертью А. П. Чехова уместился целый век, золотой век русской классической литературы. Они стоят словно у двух концов единой неразрывной цепи — в её начале и в конце».
Центром Золотого века русской поэзии полагают творчество А. С. Пушкина. Помимо него к этому периоду относят произведения М. Ю. Лермонтова, И. А. Крылова, Е. А. Баратынского и других поэтов пушкинской поры. Считается, что закончился Золотой век поэзии произведениями Ф. И. Тютчева.

## Проблемы периодизации
До настоящего времени нет единого мнения о периодах, которые можно выделить в русской литературе XIX века. Разные ученые использовали разные принципы для создания такой классификации:
— литературоведы конца XIX — начала XX века (А. Н. Пыпин, С. А. Венгеров, И. И. Замотин, А. Н. Веселовский) использовали хронологический принцип (по десятилетиям, по третям века, 1-я и 2-я половины века);
— также распространение получил персонализированный принцип в двух вариантах: по царствованию и по ведущим поэтам и писателям (карамзинский, пушкинский, гоголевский периоды);
— в советском литературоведении основой классификации стали статьи В. И. Ленина «Из прошлого рабочей печати в России» и «Памяти Герцена», в которых Ильич выделил три этапа освободительного движения — дворянский, разночинский и пролетарский. Согласно этой концепции в литературе тоже были представлены три периода: первый охватывал время с начала века до кануна падения крепостного права, основными выразителями литературных идей были дворяне и в том числе декабристы и Герцен; второй период с конца 50-х годов до середины 90-х охарактеризовался приходом в литературу разночинцев, во главу русского литературного движения здесь возводились Н. Г. Чернышевский и Н. А. Добролюбов; третий период (пролетарский) начался с середины 90-х годов с приходом в литературу М. Горького;
— так как литературные процессы с трудом укладывались в ленинскую схему, уже к 80-м годам XX века ученые Института русской литературы (Пушкинского дома) в «Истории русской литературы» обозначили главные направления в литературе следующим образом: от сентиментализма к романтизму (с начала века по 1825 г.) и от романтизма к реализму (от 1826 г. до середины столетия), третий — расцвет реализма (1856—1881), переходный период в развитии русского реализма (80-е годы), а 90-е годы рассматриваются в контексте литературного процесса 1900-х годов;
— в последние годы произошел поворот литературоведения к проблемам жанров и отчасти родов, что позволило вернуться к делению литературы XIX в. на два этапа: «золотой век поэзии» с ее жанрами (первые четыре десятилетия) и расцвет эпической прозы, особенно романов, во второй половине столетия.

### 2-я четверть XIX века

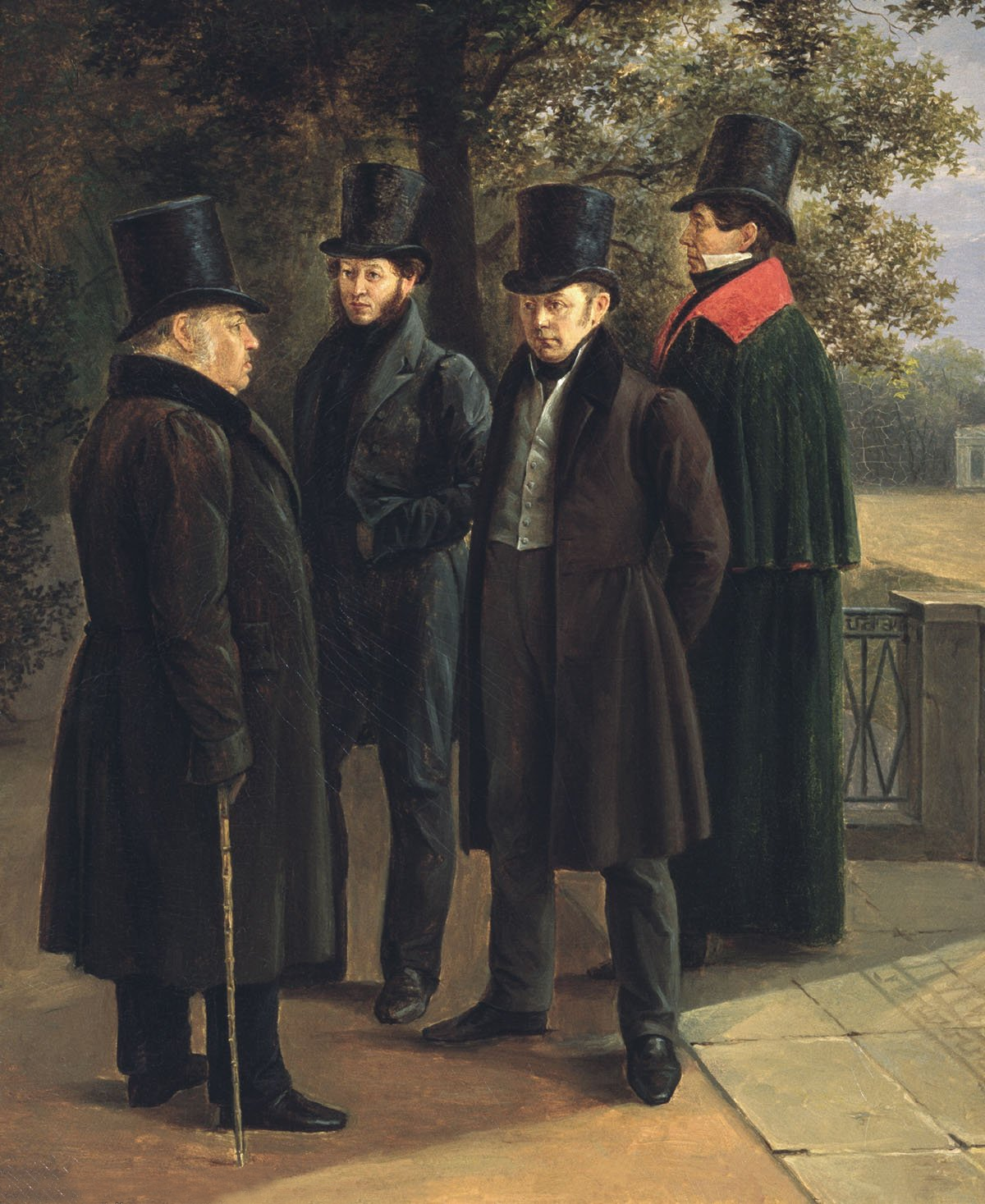
«Крылов, Пушкин, Жуковский и Гнедич в Летнем саду», Г. Г. Чернецов, 1832.